# San Giovanni dei Fiorentini
San Giovanni Battista dei Fiorentini je římský kostel na Via Giulia v rione Ponte. Kostel je titulární.

## Historie

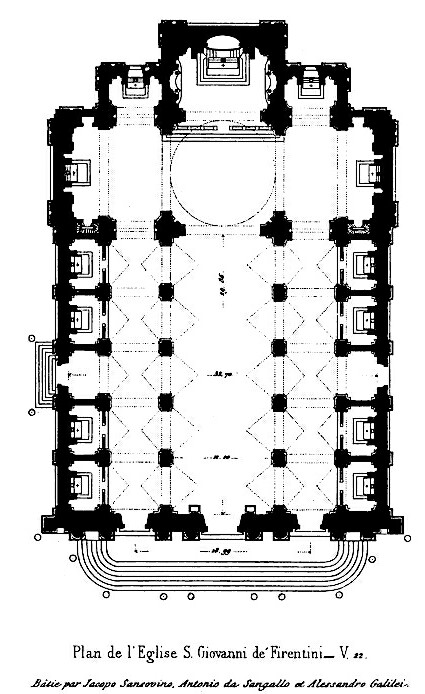
půdorysný plán kostela

Když se Florenťané v 15. století rozhodli postavit si v Římě kostel, ve vypsané soutěži na návrh nové budovy vyhrál Jacopo Sansovino. Mezi přihlášenými architekty byli Rafael, Giuliano da Sangallo a Baldassare Peruzzi. Sansovino zahájil práce roku 1509, ale kostel nedokončil. Stavba byla ukončena někdy v letech 1734–1738, a vedlo ji postupně pět architektů: Antonio da Sangallo mladší, Michelangelo, Giacomo della Porta, Francesco Borromini – který navrhl hlavní oltář a je pohřben v hlavní lodi – a také Carlo Maderno, který dokončil kupoli roku 1634 (je zde také pohřben, po boku Borrominiho, který byl jeho asistentem).
Svatý Filip Neri, založil Confederazione dell'Oratorio di San Filippo Neri v období, kdy zde byl farářem. Je mu zasvěcena jedna z kaplí.

## Výzdoba
V zákristii visí malba zobrazující Jana Křtitele z 15. století (připisována Donatellovi a někdy také Michelangelovi). Hlavní oltář je zdoben sousoším Křest Ježíše od Raggiho. Dalšími umělci, kteří se podíleli na výzdobě byli malíři Ludovico Cigoli, Santi di Tito a Salvator Rosa, a sochař Francois Duquesnoy.

## Náhrobky
Borromini navrhl pohřební kryptu pro rodinu Falconieri. V kostele jsou pohřbeni také kardinál Luigi Maria Torregiani a obchodník Onorio del Grillo.

## Titulus
Titulárním kostelem byl San Giovanni prohlášen 12. března 1960 papežem Janem XXIII.
- Joseph-Charles Lefèbvre (1960–1973)
- Juan Carlos Aramburu (1976–2004)
- Carlo Caffarra (2006–2017)
- Giuseppe Petrocchi (2018)